# Amphonyx rivularis
Amphonyx rivularis là một loài bướm đêm thuộc họ Sphingidae. Loài này có ở miền nam Brasil.
Sải cánh dài 110–150 mm. Con trống nhỏ hơn con mái nhiều.
Con trưởng thành bay quanh năm. Chúng hút mật hoa.
Ấu trùng ăn Guatteria diospyroides, Annona purpurea, Annona reticulata, Xylopia frutescens và Annona glabra và rất có thể nhiều loài Annonaceae khác. Chúng có màu sắc sặc sỡ.